# Ȳ
Ȳ (minuskule ȳ) je speciální znak latinky, který se používal v mrtvých jazycích livonština a staroangličtina, dále v přepisech do latinky ISO 9 a ALA-LC.
V Unicode mají Ȳ a ȳ tyto kódy:
Ȳ U+0232
ȳ U+0233